# Monsuno
 (octobre 2020).
Si vous disposez d'ouvrages ou d'articles de référence ou si vous connaissez des sites web de qualité traitant du thème abordé ici, merci de compléter l'article en donnant les références utiles à sa vérifiabilité et en les liant à la section « Notes et références ».
Monsuno (獣旋ンモンンーノ, Jūsen Batoru Monsūno) est une série télévisée d’animation américano-japonaise en 65 épisodes de 22 minutes diffusée aux États-Unis entre le 23 février 2012 et le 1er juillet 2014 sur NickToons, et au Canada à partir du 5 mai 2012 sur YTV, alors que sa diffusion japonaise a débuté le 3 octobre 2012 sur TV Tokyo.

## Synopsis
Trois amis Chase, Bren et Jinja trouvent l’ADN de certains des monstres du passé, les moussons. Avec leurs moussons respectives, ils luttent contre l’Agence STORM – Opérations tactiques stratégiques pour le rétablissement de Monsuno.

## Personnages
Les personnages sont accompagnés de Monsunos (monstres hybrides géants high-tech/mécanique/blindés d’une ou plusieurs espèces animales), qui sont contenus dans des capsules de chambre de régénération de cylindres connues sous le nom de "noyaux".

### Protagonistes

#### Core-Tech
- Chase Suno (ンェンン・ンーノ, Cheisu Sūno?)
- Jinja (ンン?)
- Bren (ンンンン, Buren?)
- Beyal
- Dax

## Doublage français
- Thibaut Delmotte : Chase Suno
- Jérémy Prévost : Dax
- Dimitri Rougeul : Beyal
- Hervé Rey : Jon Ace
- Hervé Grull : Six
- Sarah Marot : Jinja
- Donald Reignoux : Bren